# Surgical Oncology
Surgical Oncology is een internationaal, aan collegiale toetsing onderworpen wetenschappelijk tijdschrift op het gebied van de oncologie en de chirurgie. De naam wordt in literatuurverwijzingen meestal afgekort tot Surg. Oncol. Het wordt uitgegeven door Elsevier en verschijnt 4 keer per jaar.